# Olympische Jugend-Winterspiele 2012/Teilnehmer (Finnland)
| Gelbes Symbol für Goldmedaillen mit stilisierten Olympischen Ringen | Graues Symbol für Silbermedaillen mit stilisierten Olympischen Ringen | Braundes Symbol für Bronzemedaillen mit stilisierten Olympischen Ringen |
| ------------------------------------------------------------------- | --------------------------------------------------------------------- | ----------------------------------------------------------------------- |
| 2                                                                   | 2                                                                     | —                                                                       |

Finnland nahm an den Olympischen Jugend-Winterspielen 2012 in Innsbruck mit 42 Athleten in zehn Sportarten teil.

## Sportarten

### Biathlon
| Athleten                                                 | Wettbewerb                         | Zeit (Schießfehler) | Rang |
| -------------------------------------------------------- | ---------------------------------- | ------------------- | ---- |
| Jungen                                                   |                                    |                     |      |
| Heikki Laitinen                                          | 7,5 km Sprint                      | 22:14,3 min (3)     | 27   |
| Heikki Laitinen                                          | 10 km Verfolgung                   | 33:30,0 min (4)     | 28   |
| Antti Repo                                               | 7,5 km Sprint                      | 22:30,0 min (5)     | 36   |
| Antti Repo                                               | 10 km Verfolgung                   | 33:51,0 min (6)     | 13   |
| Mädchen                                                  |                                    |                     |      |
| Jenny Ingman                                             | 6 km Sprint                        | 20:24,6 min (3)     | 30   |
| Jenny Ingman                                             | 7,5 km Verfolgung                  | 33:42,2 min (5)     | 24   |
| Erika Jänkä                                              | 6 km Sprint                        | 20:28,8 min (1)     | 31   |
| Erika Jänkä                                              | 7,5 km Verfolgung                  | 35:11,0 min (8)     | 36   |
| Gemischt                                                 |                                    |                     |      |
| Jenny Ingman Erika Jänkä Heikki Laitinen Antti Repo      | Mixed-Staffel                      | 1:20:54,2 h (4+19)  | 16   |
| Jenny Ingman Katri Lylynperä Antti Repo Joonas Sarkkinen | Mixed-Staffel Skilanglauf/Biathlon | 1:12:28,6 h (5+10)  | 19   |

### Eishockey

#### Jungen
| Finnland | Spieler Markus Haapanen, Jaakko Hälli, Manu Honkanen, Waltteri Hopponen, Kaapo Kähkönen, Juuso Kannel, Kasperi Kapanen, Antti Kauppinen, Joel Kiviranta, Alex Levänen, Otto Nieminen, Miikka Pitkänen, Jere Rouhiainen, Eetu Sopanen, Otto Tolvanen, Joni Tuulola, Jonne Yliniemi Trainer: Tomi Lamsa |

Gruppenphase
| Pl. |                    | Sp | S | OTS | OTN | N | Tore  | Punkte |
| 1.  | Russland           | 4  | 3 | 0   | 0   | 1 | 25:09 | 9      |
| 2.  | Kanada             | 4  | 2 | 1   | 0   | 1 | 20:07 | 8      |
| 3.  | Finnland           | 4  | 2 | 0   | 1   | 1 | 13:11 | 7      |
| 4.  | Vereinigte Staaten | 4  | 2 | 0   | 0   | 2 | 14:18 | 6      |
| 5.  | Österreich         | 4  | 0 | 0   | 0   | 4 | 03:30 | 0      |

 Halbfinale 
| 20. Januar 2012 18:45 Uhr | Kanada | 1:2 (1:1, 0:0, 0:1) | Finnland | Tiroler Wasserkraft Arena, Innsbruck |

 Finale 
| 22. Januar 2012 12:15 Uhr | Russland | 1:2 (1:0, 0:0, 0:1, 0:0, 0:1) | Finnland | Tiroler Wasserkraft Arena, Innsbruck |

### Eiskunstlauf
| Athleten          | Wettbewerb | Kurzprogramm | Kurzprogramm | Free Skating/Dance | Free Skating/Dance | Gesamt | Gesamt |
| Athleten          | Wettbewerb | Punkte       | Rang         | Punkte             | Rang               | Punkte | Rang   |
| ----------------- | ---------- | ------------ | ------------ | ------------------ | ------------------ | ------ | ------ |
| Jungen            |            |              |              |                    |                    |        |        |
| Tino Olenius      | Einzel     | 46,03        | 8            | 81,09              | 12                 | 127,12 | 11     |
| Mädchen           |            |              |              |                    |                    |        |        |
| Eveliina Viljanen | Einzel     | 29,73        | 16           | 71,37              | 10                 | 101,10 | 12     |

### Eisschnelllauf
| Athleten        | Wettbewerb  | Durchgang 1 | Durchgang 2 | Gesamt      | Gesamt     |
| Athleten        | Wettbewerb  | Zeit        | Zeit        | Zeit        | Rang       |
| --------------- | ----------- | ----------- | ----------- | ----------- | ---------- |
| Jungen          |             |             |             |             |            |
| Lasse Ahonen    | 500 m       | 42,59 s     | 42,16 s     | 84,75 s     | 15         |
| Tuomas Rahnasto | 500 m       | 41,59 s     | 41,21 s     | 82,80 s     | 12         |
| Tuomas Rahnasto | 3000 m      |             |             | 4:44,44 min | 15         |
| Tuomas Rahnasto | Massenstart |             |             | überrundet  | überrundet |

### Freestyle-Skiing

#### Halfpipe
| Athleten     | Wettbewerb | Qualifikation | Qualifikation | Finale       | Finale |
| Athleten     | Wettbewerb | Punkte        | Rang          | Punkte       | Rang   |
| ------------ | ---------- | ------------- | ------------- | ------------ | ------ |
| Jungen       |            |               |               |              |        |
| Lauri Kivari | Halfpipe   | 75,50 Punkte  | 4             | 90,00 Punkte | Silber |

#### Skicross
| Athleten        | Wettbewerb | Qualifikation | Qualifikation | Vorlauf  | Vorlauf  | Halbfinale | Finale   |
| Athleten        | Wettbewerb | Zeit          | Rang          | Punkte   | Rang     | Position   | Position |
| --------------- | ---------- | ------------- | ------------- | -------- | -------- | ---------- | -------- |
| Jungen          |            |               |               |          |          |            |          |
| Niki Lehikoinen | Skicross   | 56,15 s       | Gold          | Abgesagt | Abgesagt | Abgesagt   | Abgesagt |

### Nordische Kombination
| Athleten     | Wettbewerb                    | Skispringen | Skispringen | Skispringen   | Langlauf    | Langlauf |
| Athleten     | Wettbewerb                    | Punkte      | Rang        | Zeitrückstand | Zeit        | Rang     |
| ------------ | ----------------------------- | ----------- | ----------- | ------------- | ----------- | -------- |
| Jungen       |                               |             |             |               |             |          |
| Ilkka Herola | Normalschanze / 5 km Langlauf | 130,2       | 4           | 0:29 min      | 26:34,2 min | Silber   |

### Ski Alpin
| Athleten        | Wettbewerb   | Durchgang 1 | Durchgang 2 | Gesamt      | Gesamt |
| Athleten        | Wettbewerb   | Zeit        | Zeit        | Zeit        | Rang   |
| --------------- | ------------ | ----------- | ----------- | ----------- | ------ |
| Jungen          |              |             |             |             |        |
| Juho Sattanen   | Super-G      |             |             | 1:08,86 min | 26     |
| Juho Sattanen   | Riesenslalom | 59,12 s     | 1:01,98 min | 2:01,10 min | 25     |
| Juho Sattanen   | Slalom       | 41,75 s     | 41,38 s     | 1:23,13 min | 12     |
| Juho Sattanen   | Kombination  | 1:06,08 min | DNF         | -           | -      |
| Mädchen         |              |             |             |             |        |
| Olivia Schoultz | Super-G      |             |             | 1:10,27 min | 21     |
| Olivia Schoultz | Riesenslalom | 1:02,51 min | 1:02,37 min | 2:04,88 min | 25     |
| Olivia Schoultz | Slalom       | 46,09 s     | 41,86 s     | 1:27,95 min | 13     |
| Olivia Schoultz | Kombination  | 1:11,82 min | 41,14 s     | 1:52,96 min | 24     |

### Skilanglauf
| Athleten         | Wettbewerb      | Qualifikation | Qualifikation | Viertelfinale | Viertelfinale | Halbfinale         | Halbfinale         | Finale             | Finale             |
| Athleten         | Wettbewerb      | Zeit          | Rang          | Zeit          | Rang          | Zeit               | Rang               | Zeit               | Rang               |
| ---------------- | --------------- | ------------- | ------------- | ------------- | ------------- | ------------------ | ------------------ | ------------------ | ------------------ |
| Jungen           |                 |               |               |               |               |                    |                    |                    |                    |
| Joona Joensuu    | 10 km klassisch |               |               |               |               |                    |                    | 32:24,3 min        | 25                 |
| Joona Joensuu    | Sprint          | 1:46,44 min   | 10            | 1:49,4 min    | 4             | nicht qualifiziert | nicht qualifiziert | nicht qualifiziert | nicht qualifiziert |
| Joonas Sarkkinen | 10 km klassisch |               |               |               |               |                    |                    | 30:21,7 min        | 5                  |
| Joonas Sarkkinen | Sprint          | 1:47,75 min   | 19            | 1:51,6 min    | 4             | nicht qualifiziert | nicht qualifiziert | nicht qualifiziert | nicht qualifiziert |
| Mädchen          |                 |               |               |               |               |                    |                    |                    |                    |
| Katri Lylynperä  | 5 km klassisch  |               |               |               |               |                    |                    | 16:18,9 min        | 14                 |
| Katri Lylynperä  | Sprint          | 2:01,21 min   | 10            | 1:59,4 min    | 2             | 1:57,8 min         | 2                  | 1:58,9 min         | 5                  |
| Leena Nurmi      | 5 km klassisch  |               |               |               |               |                    |                    | 16:34,6 min        | 18                 |
| Leena Nurmi      | Sprint          | 2:01,57 min   | 12            | 2:00,7 min    | 4             | 2:03,3 min         | 5                  | nicht qualifiziert | nicht qualifiziert |

### Skispringen
| Athleten         | Wettbewerb    | Erste Runde | Erste Runde | Finale | Finale | Gesamt | Gesamt |
| Athleten         | Wettbewerb    | Weite       | Punkte      | Weite  | Punkte | Punkte | Rang   |
| ---------------- | ------------- | ----------- | ----------- | ------ | ------ | ------ | ------ |
| Jungen           |               |             |             |        |        |        |        |
| Miika Ylipulli   | Normalschanze | 73,0 m      | 124,5       | 72,5 m | 122,3  | 246,8  | 5      |
| Mädchen          |               |             |             |        |        |        |        |
| Jenny Rautionaho | Normalschanze | 62,5 m      | 69,3        | 63,5 m | 98,7   | 195,0  | 7      |

| Athleten                                     | Wettbewerb               | Erste Runde | Zweite Runde | Gesamt | Gesamt |
| Athleten                                     | Wettbewerb               | Punkte      | Punkte       | Punkte | Rang   |
| -------------------------------------------- | ------------------------ | ----------- | ------------ | ------ | ------ |
| Gemischt                                     |                          |             |              |        |        |
| Jenny Rautionaho Ilkka Herola Miika Ylipulli | Mixed-Team Normalschanze | 276,2       | 302,1        | 578,3  | 4      |

### Snowboard

#### Halfpipe
| Athleten         | Wettbewerb | Qualifikation | Qualifikation | Qualifikation | Halbfinale         | Halbfinale         | Halbfinale         | Finale             | Finale             | Finale             |
| Athleten         | Wettbewerb | Durchgang 1   | Durchgang 2   | Rang          | Durchgang 1        | Durchgang 2        | Rang               | Durchgang 1        | Durchgang 2        | Rang               |
| ---------------- | ---------- | ------------- | ------------- | ------------- | ------------------ | ------------------ | ------------------ | ------------------ | ------------------ | ------------------ |
| Jungen           |            |               |               |               |                    |                    |                    |                    |                    |                    |
| Kalle Järvilehto | Halfpipe   | 51,25 Punkte  | 53,75 Punkte  | 8             | 54,00 Punkte       | 37,50 Punkte       | 10                 | nicht qualifiziert | nicht qualifiziert | nicht qualifiziert |
| Tuomas Pohjonen  | Halfpipe   | 47,25 Punkte  | 45,00 Punkte  | 12            | nicht qualifiziert | nicht qualifiziert | nicht qualifiziert | nicht qualifiziert | nicht qualifiziert | nicht qualifiziert |
| Mädchen          |            |               |               |               |                    |                    |                    |                    |                    |                    |
| Hanna Ehtonen    | Halfpipe   | 18,75 Punkte  | 21,75 Punkte  | 13            | nicht qualifiziert | nicht qualifiziert | nicht qualifiziert | nicht qualifiziert | nicht qualifiziert | nicht qualifiziert |
| Emma Kanko       | Halfpipe   | 16,00 Punkte  | 26,00 Punkte  | 12            | nicht qualifiziert | nicht qualifiziert | nicht qualifiziert | nicht qualifiziert | nicht qualifiziert | nicht qualifiziert |

#### Slopestyle
| Athleten         | Wettbewerb | Qualifikation | Qualifikation | Qualifikation | Finale             | Finale             | Finale             |
| Athleten         | Wettbewerb | Durchgang 1   | Durchgang 2   | Rang          | Durchgang 1        | Durchgang 2        | Rang               |
| ---------------- | ---------- | ------------- | ------------- | ------------- | ------------------ | ------------------ | ------------------ |
| Jungen           |            |               |               |               |                    |                    |                    |
| Kalle Järvilehto | Slopestyle | 69,00 Punkte  | 43,50 Punkte  | 7             | 32,00 Punkte       | 56,00 Punkte       | 11                 |
| Tuomas Pohjonen  | Slopestyle | 74,00 Punkte  | 76,25 Punkte  | 4             | 80,25 Punkte       | 46,50 Punkte       | 7                  |
| Mädchen          |            |               |               |               |                    |                    |                    |
| Hanna Ehtonen    | Slopestyle | DNS           | DNS           | DNS           | nicht qualifiziert | nicht qualifiziert | nicht qualifiziert |
| Emma Kanko       | Slopestyle | 55,00 Punkte  | 27,75 Punkte  | 10            | nicht qualifiziert | nicht qualifiziert | nicht qualifiziert |